# Supercopa de Japón 2021
La Supercopa de Japón 2021, también conocida como Supercopa Fuji Xerox 2021 (en inglés: Fuji Xerox Super Cup 2021) por motivos de patrocinio, fue la 28.ª edición de este torneo.
Fue disputada entre Kawasaki Frontale, como campeón tanto de la J1 League 2020 como de la Copa del Emperador 2020, y Gamba Osaka, como subcampeón de la J1 League 2020. El partido se jugó el 20 de febrero de 2021 en el Estadio Saitama 2002 de la ciudad de Saitama.

## Participantes
| Bandera de Prefectura de Kanagawa | Kawasaki Frontale | Campeón de la J1 League (2020) Campeón de la Copa del Emperador (2020) |
| Bandera de Prefectura de Osaka    | Gamba Osaka       | Subcampeón de la J1 League (2020)                                      |

## Partido
| 20 de febrero de 2021, 13:35 (UTC+9) | Kawasaki Frontale                 | 3:2 (2:0) | Gamba Osaka                    | Estadio Saitama 2002, Saitama                           |                                                         |
|                                      | Mitoma 29', 32' · Kobayashi 90+6' | Reporte   | Yajima 60' · Patric 67' (pen.) | Asistencia: 4 208 espectadores Árbitro(s): Yūsuke Araki | Asistencia: 4 208 espectadores Árbitro(s): Yūsuke Araki |

### Detalles
| 1          | Guardameta     | Jung Sung-ryong |     |
| 13         | Defensa        | Miki Yamane     |     |
| 4          | Defensa        | Jesiel          |     |
| 5          | Defensa        | Shōgo Taniguchi |     |
| 47         | Defensa        | Reo Hatate      |     |
| 6          | Centrocampista | João Schmidt    | 64' |
| 25         | Centrocampista | Ao Tanaka       |     |
| 8          | Centrocampista | Yasuto Wakizaka | 64' |
| 41         | Delantero      | Akihiro Ienaga  | 83' |
| 18         | Delantero      | Kaoru Mitoma    | 72' |
| 9          | Delantero      | Leandro Damião  | 72' |
| Entrenador | Entrenador     | Tōru Oniki      |     |

| 1          | Guardameta     | Masaaki Higashiguchi |       |
| 4          | Defensa        | Hiroki Fujiharu      |       |
| 5          | Defensa        | Genta Miura          |       |
| 13         | Defensa        | Shun'ya Suganuma     |       |
| 8          | Centrocampista | Kōsuke Onose         |       |
| 10         | Centrocampista | Shū Kurata           | 90+1' |
| 15         | Centrocampista | Yōsuke Ideguchi      |       |
| 21         | Centrocampista | Shin'ya Yajima       | 69'   |
| 29         | Centrocampista | Yūki Yamamoto        |       |
| 34         | Centrocampista | Shūhei Kawasaki      | 69'   |
| 18         | Delantero      | Patric               | 81'   |
| Entrenador | Entrenador     | Tsuneyasu Miyamoto   |       |

| 3  | Centrocampista | Kōki Tsukagawa    | 64' 90+1' |
| 22 | Centrocampista | Kento Tachibanada | 64'       |
| 16 | Centrocampista | Tatsuya Hasegawa  | 72'       |
| 11 | Delantero      | Yū Kobayashi      | 72'       |
| 19 | Delantero      | Daiya Tōno        | 83'       |
| 7  | Defensa        | Shintarō Kurumaya | 90+1'     |

| 32 | Delantero | Tiago Alves     | 69'   |
| 9  | Delantero | Leandro Pereira | 69'   |
| 20 | Delantero | Kazunari Ichimi | 81'   |
| 27 | Defensa   | Ryū Takao       | 90+1' |

| Anotado | 29'   | Kaoru Mitoma | 1-0 |
| Anotado | 32'   | Kaoru Mitoma | 2-0 |
| Anotado | 90+6' | Yū Kobayashi | 3-2 |

| Anotado         | 60' | Shin'ya Yajima | 2-1 |
| Anotado · Penal | 67' | Patric         | 2-2 |

| Árbitro             | Yūsuke Araki     |
| Árbitros asistentes | Kōta Watanabe    |
| Árbitros asistentes | Yūsuke Hamamoto  |
| Cuarto árbitro      | Futoshi Nakamura |
| VAR                 | Hiroyuki Kimura  |
| AVAR                | Osamu Nomura     |

| 1          | Guardameta     | Jung Sung-ryong |     |
| 13         | Defensa        | Miki Yamane     |     |
| 4          | Defensa        | Jesiel          |     |
| 5          | Defensa        | Shōgo Taniguchi |     |
| 47         | Defensa        | Reo Hatate      |     |
| 6          | Centrocampista | João Schmidt    | 64' |
| 25         | Centrocampista | Ao Tanaka       |     |
| 8          | Centrocampista | Yasuto Wakizaka | 64' |
| 41         | Delantero      | Akihiro Ienaga  | 83' |
| 18         | Delantero      | Kaoru Mitoma    | 72' |
| 9          | Delantero      | Leandro Damião  | 72' |
| Entrenador | Entrenador     | Tōru Oniki      |     |

| 1          | Guardameta     | Masaaki Higashiguchi |       |
| 4          | Defensa        | Hiroki Fujiharu      |       |
| 5          | Defensa        | Genta Miura          |       |
| 13         | Defensa        | Shun'ya Suganuma     |       |
| 8          | Centrocampista | Kōsuke Onose         |       |
| 10         | Centrocampista | Shū Kurata           | 90+1' |
| 15         | Centrocampista | Yōsuke Ideguchi      |       |
| 21         | Centrocampista | Shin'ya Yajima       | 69'   |
| 29         | Centrocampista | Yūki Yamamoto        |       |
| 34         | Centrocampista | Shūhei Kawasaki      | 69'   |
| 18         | Delantero      | Patric               | 81'   |
| Entrenador | Entrenador     | Tsuneyasu Miyamoto   |       |

| 3  | Centrocampista | Kōki Tsukagawa    | 64' 90+1' |
| 22 | Centrocampista | Kento Tachibanada | 64'       |
| 16 | Centrocampista | Tatsuya Hasegawa  | 72'       |
| 11 | Delantero      | Yū Kobayashi      | 72'       |
| 19 | Delantero      | Daiya Tōno        | 83'       |
| 7  | Defensa        | Shintarō Kurumaya | 90+1'     |

| 32 | Delantero | Tiago Alves     | 69'   |
| 9  | Delantero | Leandro Pereira | 69'   |
| 20 | Delantero | Kazunari Ichimi | 81'   |
| 27 | Defensa   | Ryū Takao       | 90+1' |

| Anotado | 29'   | Kaoru Mitoma | 1-0 |
| Anotado | 32'   | Kaoru Mitoma | 2-0 |
| Anotado | 90+6' | Yū Kobayashi | 3-2 |

| Anotado         | 60' | Shin'ya Yajima | 2-1 |
| Anotado · Penal | 67' | Patric         | 2-2 |

| Árbitro             | Yūsuke Araki     |
| Árbitros asistentes | Kōta Watanabe    |
| Árbitros asistentes | Yūsuke Hamamoto  |
| Cuarto árbitro      | Futoshi Nakamura |
| VAR                 | Hiroyuki Kimura  |
| AVAR                | Osamu Nomura     |

| Estadísticas       | Kawasaki Frontale | Gamba Osaka |
| ------------------ | ----------------- | ----------- |
| Tiros              | 21                | 8           |
| Tiros al arco      | 7                 | 3           |
| Faltas             | 6                 | 9           |
| Tiros de esquina   | 8                 | 4           |
| Penales            | 0                 | 1           |
| Fueras de juego    | 2                 | 4           |
| Posesión del balón | 59%               | 41%         |

|                                      |
| Bandera de Prefectura de Kanagawa    |
| Campeón Kawasaki Frontale 2.º título |